# Llinda de Can Puet
La Llinda de Can Puet és una obra de Santa Pau (Garrotxa) inclosa a l'Inventari del Patrimoni Arquitectònic de Catalunya.

## Descripció
És una casa de planta baixa, on hi ha una botiga, i un pis. A la planta baixa no conserva res de la primitiva fàbrica excepte la llinda i en el segon té les finestres de pedra amb els carreus ben escairats. A la llinda hi diu "ESTEVA Y + ISIDRO CAPDEVILE MEA FETA FE LO ANY 1831".

## Història
La vila de Santa Pau va créixer per la part nord, fora del recinte fortificat. L'any 1466 la reina donya Joana va cedir uns terrenys situats prop de la Porta de Vila Nova per a construir una plaça, avui Plaça del Baix. Un cop construïts els grans casals que l'envoltaven es va passar, al segle xviii, a la construcció dels edificis del carrer del Pont i posteriorment, al segle xix, es bastiren les cases del carrer Major.